# Hamster Corporation
Hamster Corporation (株式会社ハムスター) es una empresa que se dedica a la programación y venta de software de consolas videojuegos, video y computación, programas de televisión y comerciales japoneses; su oficina está ubicada en Setagaya-Ku, Tokio, Japón. La división de juegos de Toshiba-EMI Limited dio lugar a la creación de Hamster Corporation, el 11 de noviembre en 1999, representada por Satoshi Hamada. 
En la PlayStation Store de Japón, más de 17 238 títulos son distribuidos a través de Arcade Archives y muchos de ellos ya están a la venta, Hamster Corporation adquirirá los derechos de los videojuegos de Nihon Bussan en marzo de 2026 y los derechos de los videojuegos de UPL en mayo de 2031. Sus productos son vendidos en Norteamérica, Suramérica y Centroamérica.

## Los juegos publicados

### iOSyAndroid
- ACA Neo Geo (véase Anexo:Videojuegos de SNK, sección Serie Neo-Geo para los juegos)

### Nintendo 3DS
- Akari by Nikoli
- Azito 3D
- Azito 3D: Kyoto
- Azito 3D: Osaka
- Azito 3D: Tokyo
- Bases Loaded
- City Connection
- Field Combat
- Fortified Zone
- Hashi o Kakero by Nikoli
- Heavy Fire: The Chosen Few 3D
- Heyawake by Nikoli
- Hitori ni Shitekure by Nikoli
- Kakuro by Nikoli
- Maru's Mission
- Masyu by Nikoli
- Ninja JaJaMaru-kun
- Ninja JaJaMaru-kun: Sakura-hime to Karyu no Himitsu
- Number Link by Nikoli
- Nurikabe by Nikoli
- Shikaku ni Kire by Nikoli
- Slitherlink by Nikoli
- Sudoku by Nikoli
- Yajilin by Nikoli

### Nintendo Switch
- ACA Neo Geo
- Arcade Archives

### PlayStation
- Cotton
- Crazy Climber
- Moon Cresta
- Frisky Tom
- Raiden
- Raiden DX
- Rapid Angel
- Sonic Wings Special
- Shienryu
- SuperLite 1500 Series
- Tall Unlimited
- The Conveni
- The Conveni 2
- Vanguard Bandits

### PlayStation 2
- Akai Ito
- Hello Kitty: Roller Rescue
- Oretachi Gēsen Zoku
- Psyvariar -Complete Edition-
- Quiz & Variety SukuSuku Inufuku 2: Motto SukuSuku
- Shepherd's Crossing
- Sukusuku Inufuku
- The Conveni 3
- The Conveni 4

### PlayStation 3
- BandFuse: Rock Legends
- Heavy Fire: Afghanistan
- Heavy Fire: Shattered Spear

### PlayStation 4
- ACA Neo Geo
- Arcade Archives
- Sudoku by Nikoli

### PlayStation Mobile
- Magic Arrows
- Appli Archives

### PlayStation Portable
- Arms' Heart
- Sudoku by Nikoli
- The Conveni Portable

### PlayStation Vita
- Akari by Nikoli V
- Hashi o Kakero by Nikoli V
- Heyawake by Nikoli V
- Hitori ni Shitekure by Nikoli V
- Kakuro by Nikoli V
- Masyu by Nikoli V
- Number Link by Nikoli V
- Nurikabe by Nikoli V
- Shikaku ni Kire by Nikoli V
- Slitherlink by Nikoli V
- Sudoku by Nikoli V
- Yajilin by Nikoli V

### Wii
- Bases Loaded
- Brawl Brothers
- City Connection
- Crazy Climber
- Earth Defense Force
- Exerion
- Field Combat
- Formation Z
- Idol Janshi Suchie-Pai
- Karate Champ
- Moon Cresta
- Mr. Do!
- Ninja-Kid
- Ninja JaJaMaru-kun
- Rival Turf!
- Seicross
- The Ignition Factor

### Wii U
- Bases Loaded
- Brawl Brothers
- Earth Defense Force
- Exerion
- Field Combat
- MagMax
- Ninja JaJaMaru-kun
- Rival Turf!
- Seicross
- Zumba Fitness: World Party

### Windows 10/11
- ACA Neo Geo

### Xbox 360
- BandFuse: Rock Legends
- Heavy Fire: Shattered Spear
- The Conveni 200X

### Xbox One
- ACA Neo Geo
- Azito x Tatsunoko Legends
- Zumba Fitness: World Party

## Enlaces
- Página web oficial

- Datos: Q11326720